# Jegenstorf
Jegenstorf (berndeutsch Jegischtorf [ˈjɛgiʃˌtoːrf]) ist eine politische Gemeinde im Verwaltungskreis Bern-Mittelland des Kantons Bern in der Schweiz. Mit Wirkung auf den 1. Januar 2010 fusionierte die frühere Gemeinde Ballmoos mit Jegenstorf wie auch per 1. Januar 2014 die Gemeinden Münchringen und Scheunen.

## Geographie

Luftbild aus 300 m von Walter Mittelholzer (1925)

Jegenstorf liegt auf 527 m ü. M., 12 km nordnordöstlich der Kantonshauptstadt Bern (Luftlinie). Das Haufendorf erstreckt sich in einer weiten Senke am östlichen Rand des Rapperswiler Plateaus, beidseits des Dorfbachs, kurz vor dessen Mündung in die Urtenen, im Schweizer Mittelland.
Die Fläche des 13,49 km² grossen Gemeindegebiets umfasst einen nur schwach reliefierten Abschnitt des zentralen Berner Mittellandes. Der östliche Gemeindeteil liegt in der Ebene der Urtenen, die teilweise die Grenze bildet. Von hier erstreckt sich der Gemeindeboden westwärts in die leicht gewellte Landschaft des Rapperswiler Plateaus, das vom eiszeitlichen Rhonegletscher überformt wurde und zahlreiche Moränenhügel aufweist, beispielsweise der Bimer (553 m ü. M.) nördlich und der Galgenhoger (557 m ü. M.) südlich der Mulde des Dorfbachs. Westlich dieses Geländerückens liegen die ehemals sumpfigen Flächen Moos, Obermatte und Silberenfeld. Diese wiederum werden von den waldigen Höhen Boll (562 m ü. M.), Heschberg (557 m ü. M.) und Eichlerenwald begrenzt. Westlich des Silberenfeldes schliesst sich die Höhe von Ballmoos an. Mit 580 m ü. M. wird auf dem Waldhügel von Buechholz die höchste Erhebung von Jegenstorf erreicht. Nach Norden reicht der Gemeindebann bis in den Hambüelwald (545 m ü. M.). Von der Gemeindefläche entfielen 1997 16 % auf Siedlungen, 20 % auf Wald und Gehölze und 64 % auf Landwirtschaft.
Zu Jegenstorf gehören ausgedehnte neue Wohnquartiere, die Ortschaften Ballmoos, Münchringen und Scheunen und einige Einzelhöfe. Nachbargemeinden von Jegenstorf sind Deisswil bei Münchenbuchsee, Hindelbank, Iffwil, Kernenried, Mattstetten, Messen, Rapperswil, Urtenen-Schönbühl, Wiggiswil und Zuzwil.

## Bevölkerung
Mit 5852 Einwohnern (Stand 31. Dezember 2023) gehört Jegenstorf zu den mittelgrossen Gemeinden des Kantons Bern. Von den Bewohnern sind 93,6 % deutschsprachig, 1,1 % französischsprachig, und 1,1 % sprechen Albanisch (Stand 2000). Die Bevölkerungszahl von Jegenstorf belief sich 1850 auf 1062 Einwohner, 1900 auf 996 Einwohner. Im Verlauf des 20. Jahrhunderts stieg die Bevölkerungszahl bis 1960 langsam, aber kontinuierlich auf 1397 Personen an. Seither wurde eine markante Bevölkerungszunahme, verbunden mit einer Verdreifachung der Einwohnerzahl innerhalb von 40 Jahren, verzeichnet. Eine besonders starke Zuwachsrate wurde zwischen 1960 und 1970 registriert, als sich die Bevölkerungszahl mehr als verdoppelte.

## Politik
Gemeindepräsidentin ist seit 2021 Sandra Lyoth (SP, Stand 2024).
Bei den Nationalratswahlen 2023 betrugen die Wähleranteile in Jegenstorf (in Klammern die Veränderung im Vergleich zu den Wahlen 2019 in Prozentpunkten): SVP 24,30 % (+1,95), SP 20,40 % (+2,10), glp 12,51 % (+0,73), Mitte 11,16 % (−2,69), Grüne 9,74 % (−1,58), FDP 9,03 % (−0,94), EVP 7,31 % (+0,05), EDU 2,34 % (+0,73), Weitere 3,21 % (−0,34).

## Wirtschaft
Jegenstorf war bis weit in das 20. Jahrhundert hinein ein vorwiegend durch die Landwirtschaft geprägtes Dorf. Handwerk und Gewerbe waren stets auf den Bedarf der Landwirtschaft ausgerichtet. Erst ein 1918 gegründeter Betrieb für Messtechnik leitete eine allmähliche Industrialisierung ein.
Noch heute haben dank den fruchtbaren Böden der Ackerbau, der Obstbau sowie die Milchwirtschaft und die Viehzucht einen gewissen Stellenwert in der Erwerbsstruktur der Bevölkerung. Zahlreiche weitere Arbeitsplätze sind im Gewerbe und im Dienstleistungssektor vorhanden. Seit Beginn der 1970er Jahre haben sich in Gewerbezonen am südlichen und nördlichen Dorfrand Unternehmen verschiedener Branchen niedergelassen. In Jegenstorf sind heute Betriebe der Messtechnik und Unterhaltungselektronik (Interdiscount), des Baugewerbes, der Elektrobranche, der Informationstechnologie, des Holzbaus, der Nahrungsmittelverarbeitung und mechanische Werkstätten vertreten.
Jegenstorf erfüllt gewisse zentralörtliche Funktionen für das nähere Umland. Es ist Sitz einer Filiale der Valiant Bank und Standort einer Sekundarschule. Das 1891 eröffnete Bezirksspital Fraubrunnen, das 1977 in einen Neubau übersiedelte, welcher noch 1990 erweitert wurde, ist seit 1999 geschlossen. In den letzten Jahrzehnten hat sich das Dorf zu einer Wohngemeinde entwickelt. Viele Erwerbstätige sind deshalb Wegpendler, die hauptsächlich in den Agglomerationen Bern oder Solothurn arbeiten.

## Verkehr
Die Gemeinde ist verkehrsmässig gut erschlossen. Sie liegt an der alten Hauptstrasse von Bern nach Solothurn. Der nächste Anschluss an die Autobahnen A1 (Bern–Zürich) und A6 befindet sich rund 4 km vom Ortskern entfernt. Am 10. April 1916 wurde der Abschnitt Zollikofen–Solothurn der damaligen Elektrischen Schmalspurbahn Solothurn–Bern, der heute vom Nahverkehrsunternehmen Regionalverkehr Bern–Solothurn betrieben wird, mit einem Bahnhof in Jegenstorf in Betrieb genommen. Für die Feinverteilung im öffentlichen Verkehr sorgt ein Linienbus des Regionalverkehrs Bern–Solothurn, der die Strecke von Jegenstorf nach Messen bedient.

## Schulwesen
Jegenstorf verfügt über zwei grosse Schulhäuser, das Schulhaus Säget und das Schulhaus Gyrisberg. Die Mehrheit der Schüler besucht die erste bis vierte Klasse im Schulhaus Säget. Eine Minderheit der Schüler besucht diese Schuljahre im Schulhaus Gyrisberg. Ab der 5. Klasse erfolgt ein Übertritt ins Gyrisberg. Während des 6. Schuljahres wird über einen Übertritt in die Sekundarschule entschieden. Die Realschüler besuchen auch weiterhin das Schulhaus Gyrisberg.

## Geschichte
Elf Grabhügel aus der Hallstattzeit im Hurschwald an der Grenze zum Ortsteil Münchringen, in denen zum Teil reiche Beigaben wie Keramik und Schmuck gefunden wurden, sowie die Überreste eines römischen Gutshofs in der Nähe der Dorfkirche zeugen von einer frühen Besiedlung des Gemeindegebietes von Jegenstorf.
Die erste urkundliche Erwähnung des Ortes erfolgte 1131 unter dem Namen Igistorf. Später erschienen die Bezeichnungen Egistor (1177), Eigistorf (1180), Jegistorf (1220), Egestorf (1223), Yegistorf (1229) und Jegenstorf (1299). Der Ortsname geht auf den althochdeutschen Personennamen Ego oder Igo zurück und bedeutet demnach Dorf des Ego/Igo.
Seit dem Mittelalter war das Dorf der Stammsitz eines Ministerialengeschlechts der Zähringer, das den Ortsnamen trug. Die Herrschaft Jegenstorf kam später unter die Oberhoheit der Kyburger. Um 1300 ging ein Teil der Herrschaft an die Familie von Erlach über, welche jedoch erst im 15. Jahrhundert den ganzen Besitz an sich brachte. Vom 16. bis zum 18. Jahrhundert gab es mehrere Besitzerwechsel.
Die Oberhoheit über das Gebiet gelangte 1406 von den Kyburgern an Bern, das Jegenstorf dem Landgericht Zollikofen zuordnete. Nach dem Zusammenbruch des Ancien Régime (1798) gehörte das Dorf während der Helvetik zum Distrikt Zollikofen und ab 1803 zum Oberamt Fraubrunnen, das mit der neuen Kantonsverfassung von 1831 den Status eines Amtsbezirks erhielt. In den Jahren 1754 und 1820 wurde Jegenstorf durch Feuersbrünste schwer in Mitleidenschaft gezogen. Zu Gebietsveränderungen kam es am 1. Januar 2010, als das vorher selbständige Ballmoos nach Jegenstorf eingemeindet wurde, und am 1. Januar 2014, als Münchringen und  Scheunen mit Jegenstorf fusionierten.

## Sehenswürdigkeiten
Die reformierte Kirche Sankt Maria ist ein um 1515 errichteter spätgotischer Saalbau, dessen Frontturm noch vom Vorgängerbau stammt. Besonders erwähnenswert ist der Bestand an Heiligen-, Standes- und Wappenscheiben, die im 16. und 17. Jahrhundert gemalt wurden.
Wahrzeichen der Gemeinde ist das Schloss Jegenstorf, das im Kern auf das 12. Jahrhundert zurückgeht und um 1720 zu einem barocken Landsitz ausgebaut wurde. Im Schloss befand sich vom Herbst 1944 bis zum Sommer 1945 der Sitz des Oberbefehlshabers der Schweizer Armee im Zweiten Weltkrieg, General Guisan.
Im alten Ortskern sind zahlreiche charakteristische Bauernhäuser des bernischen Landstils aus dem 18. und 19. Jahrhundert erhalten.

## Bilder

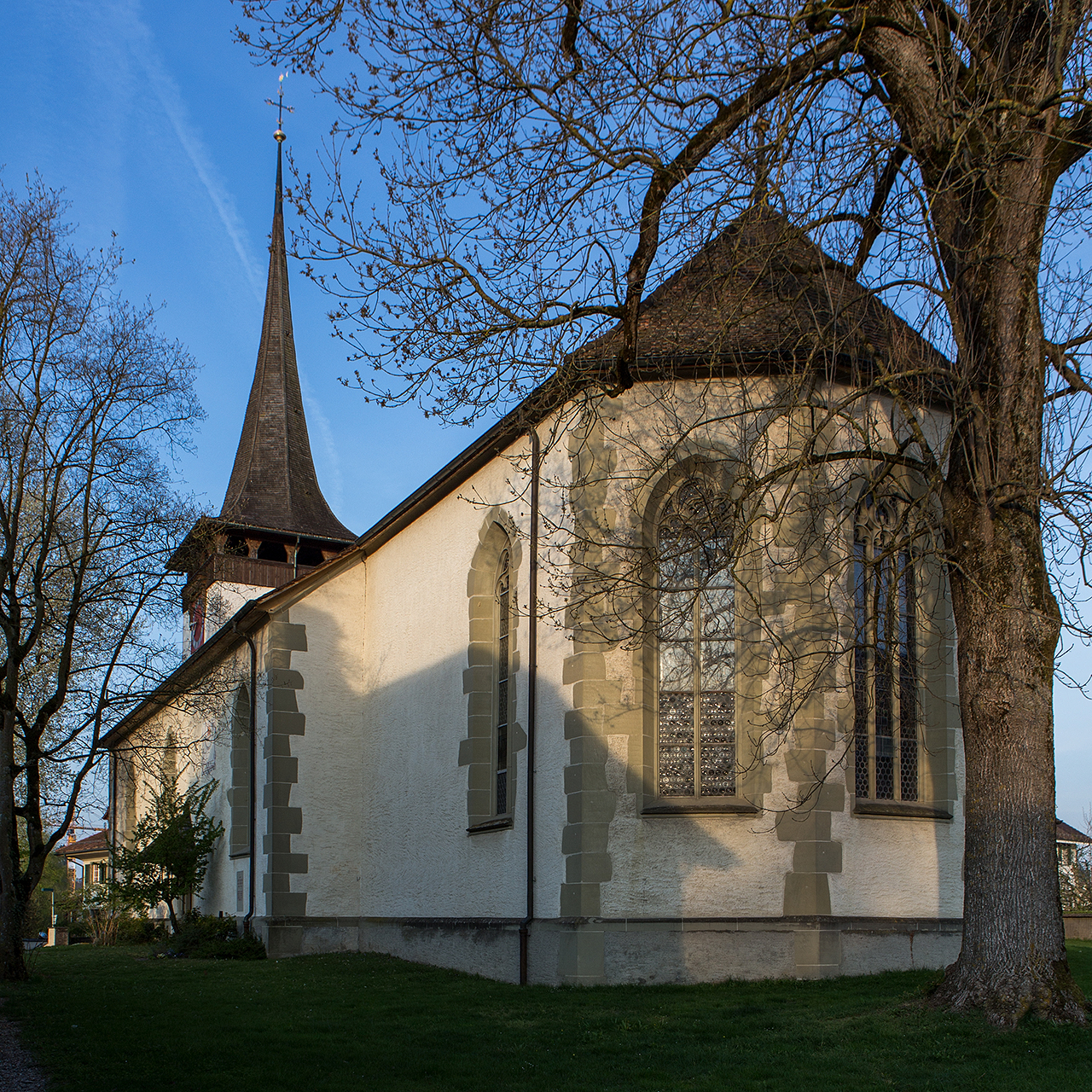
Reformierte Kirche
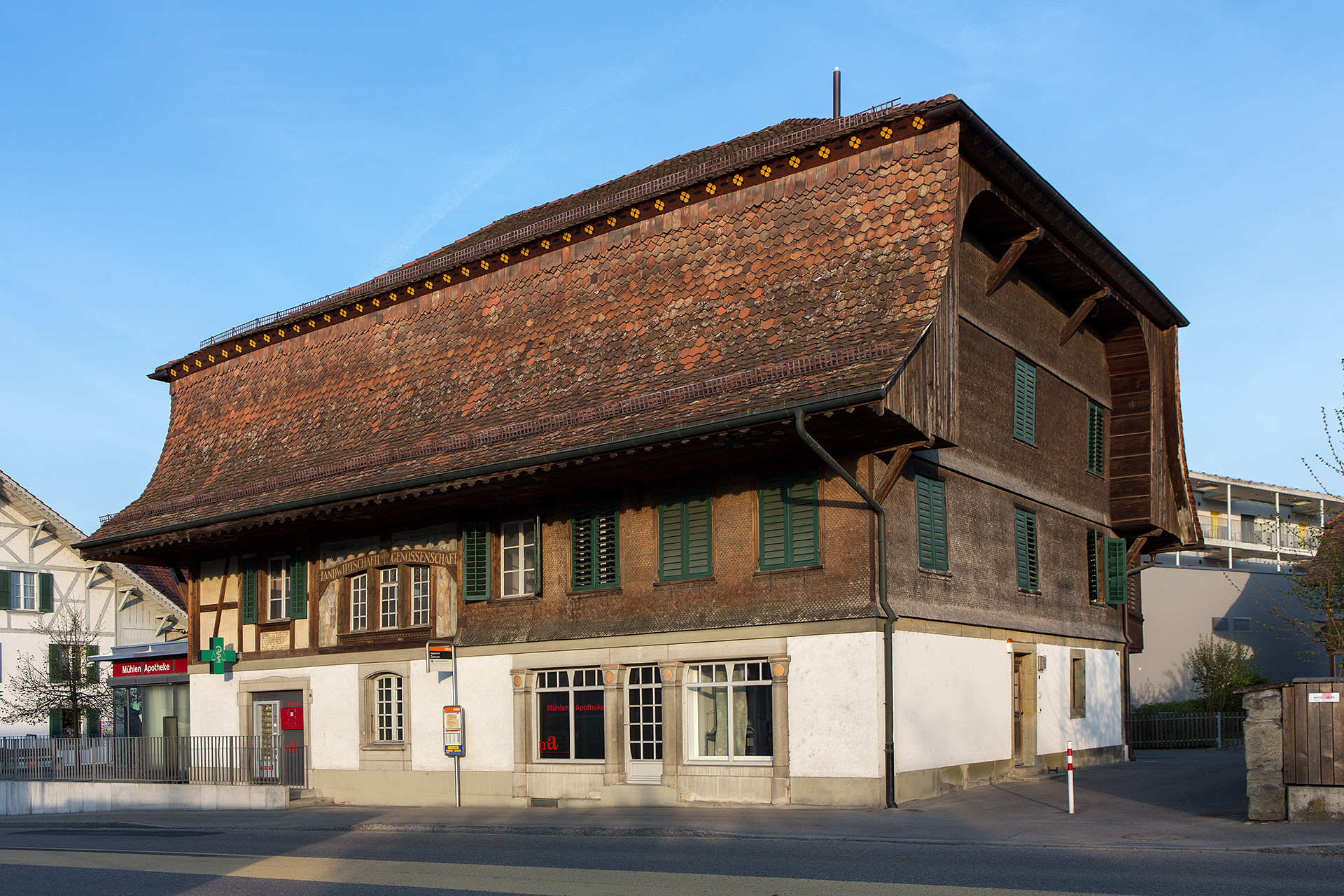
Ehemalige Zehntenscheune
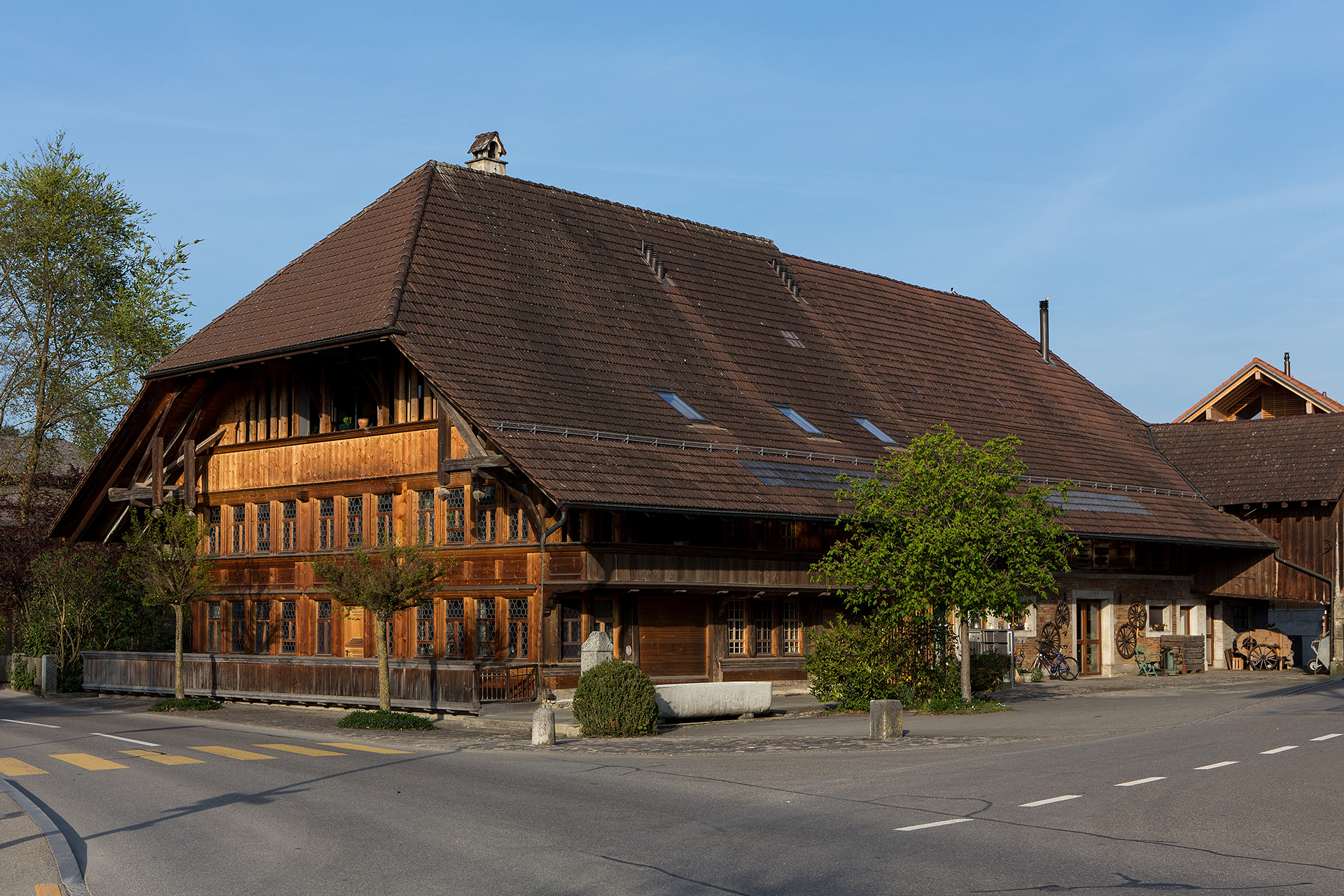
Weyenethhaus
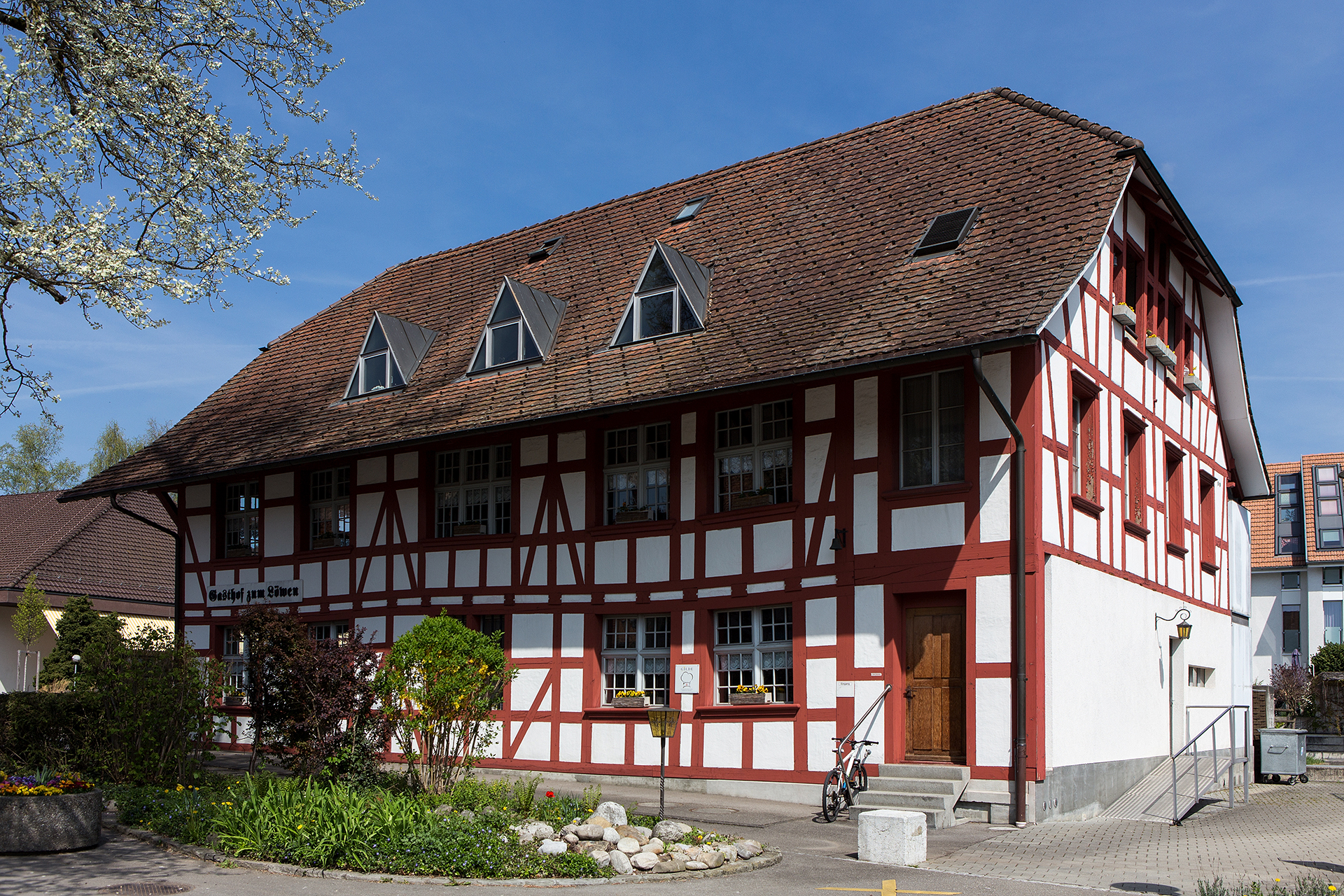
Gasthof zum Löwen
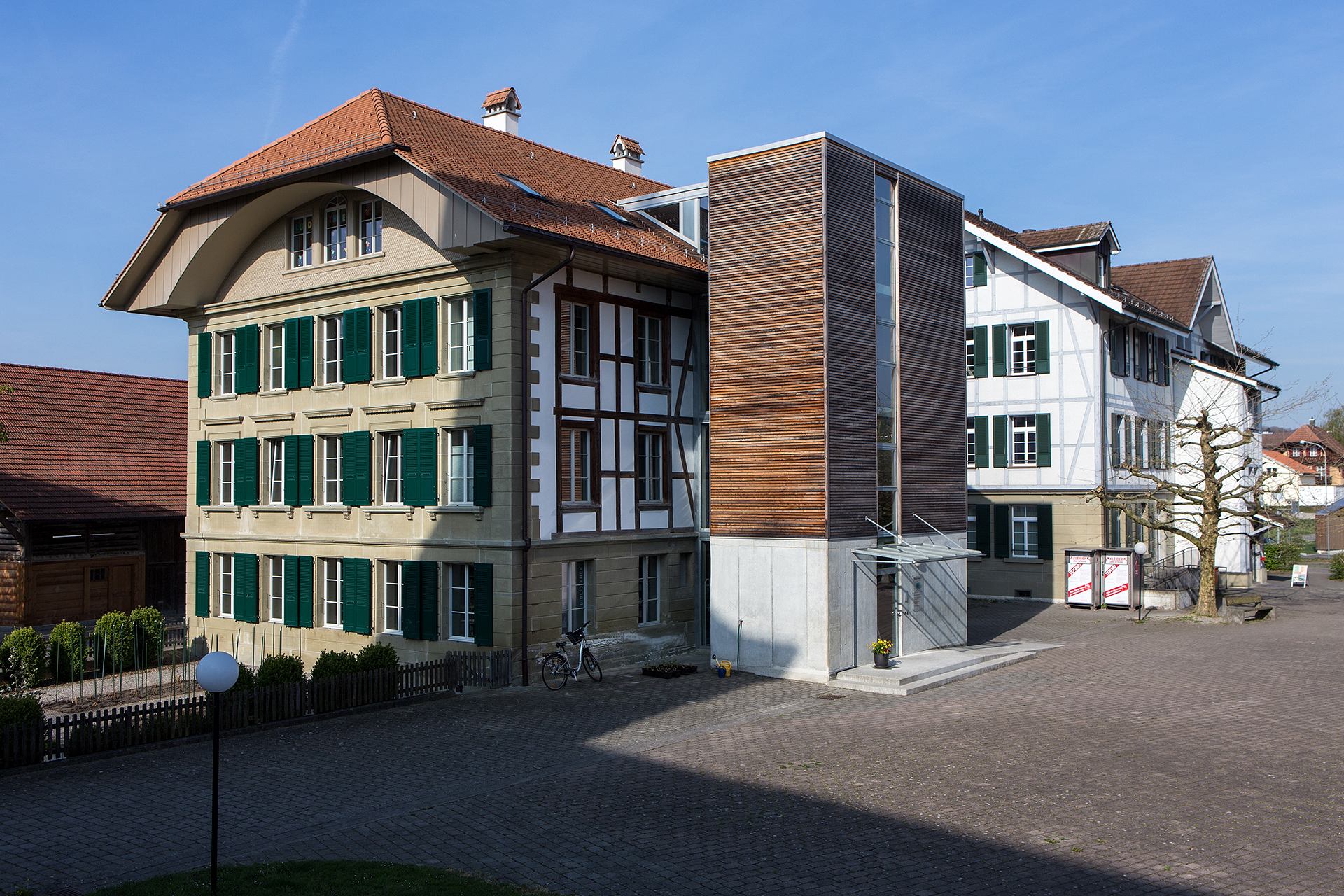
Alte Schulhäuser
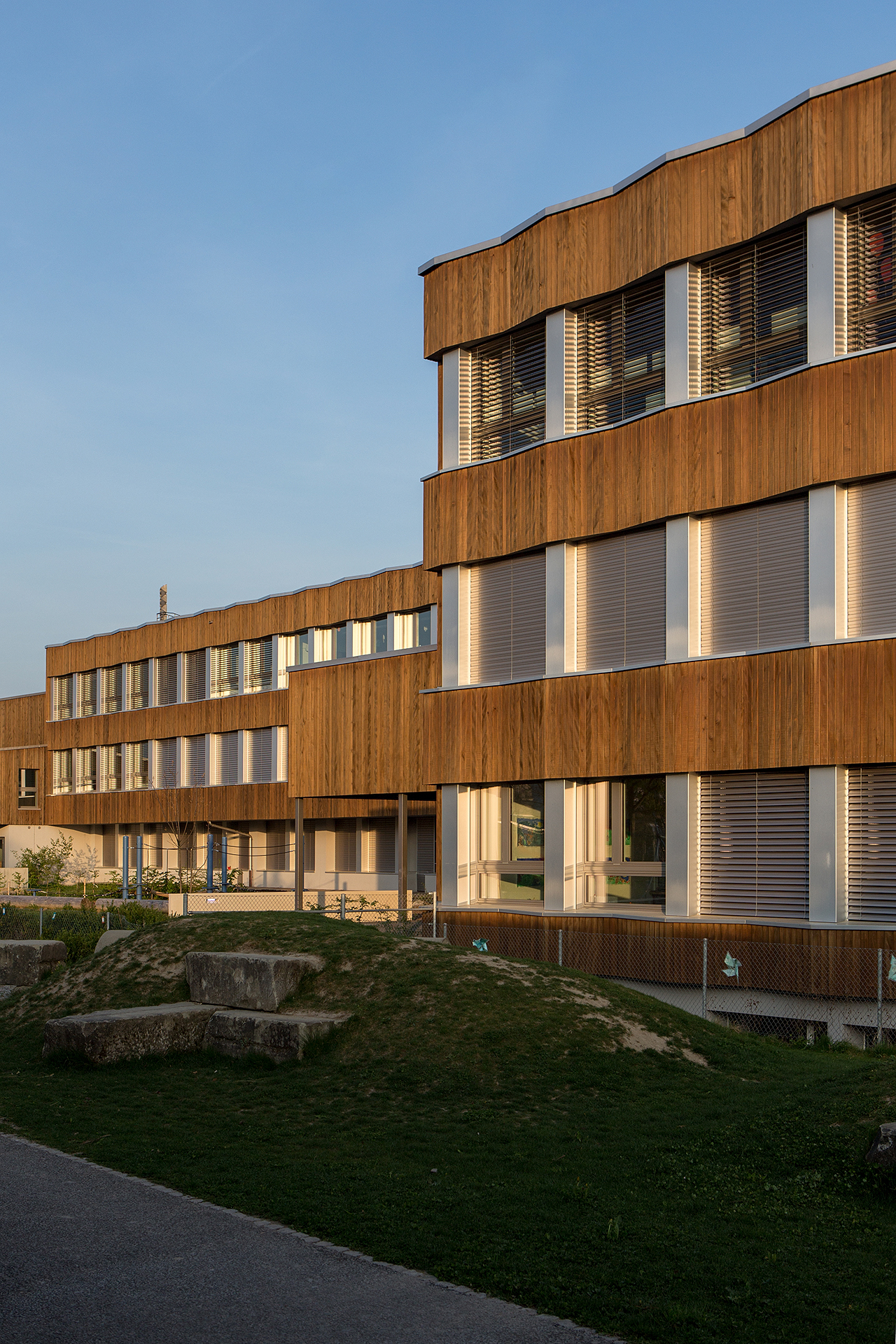
Schulhaus Säget
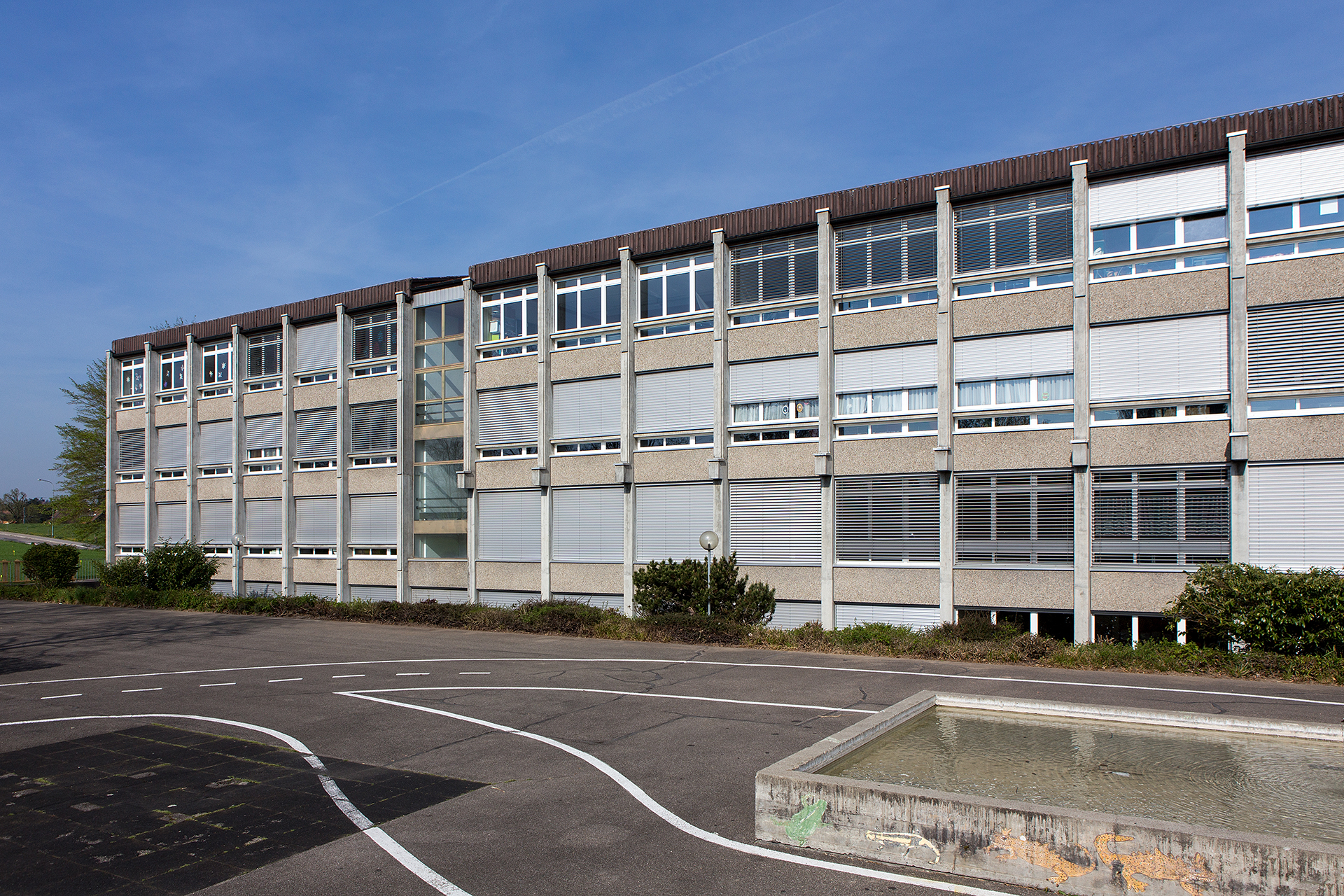
Schulhaus Gyrisberg
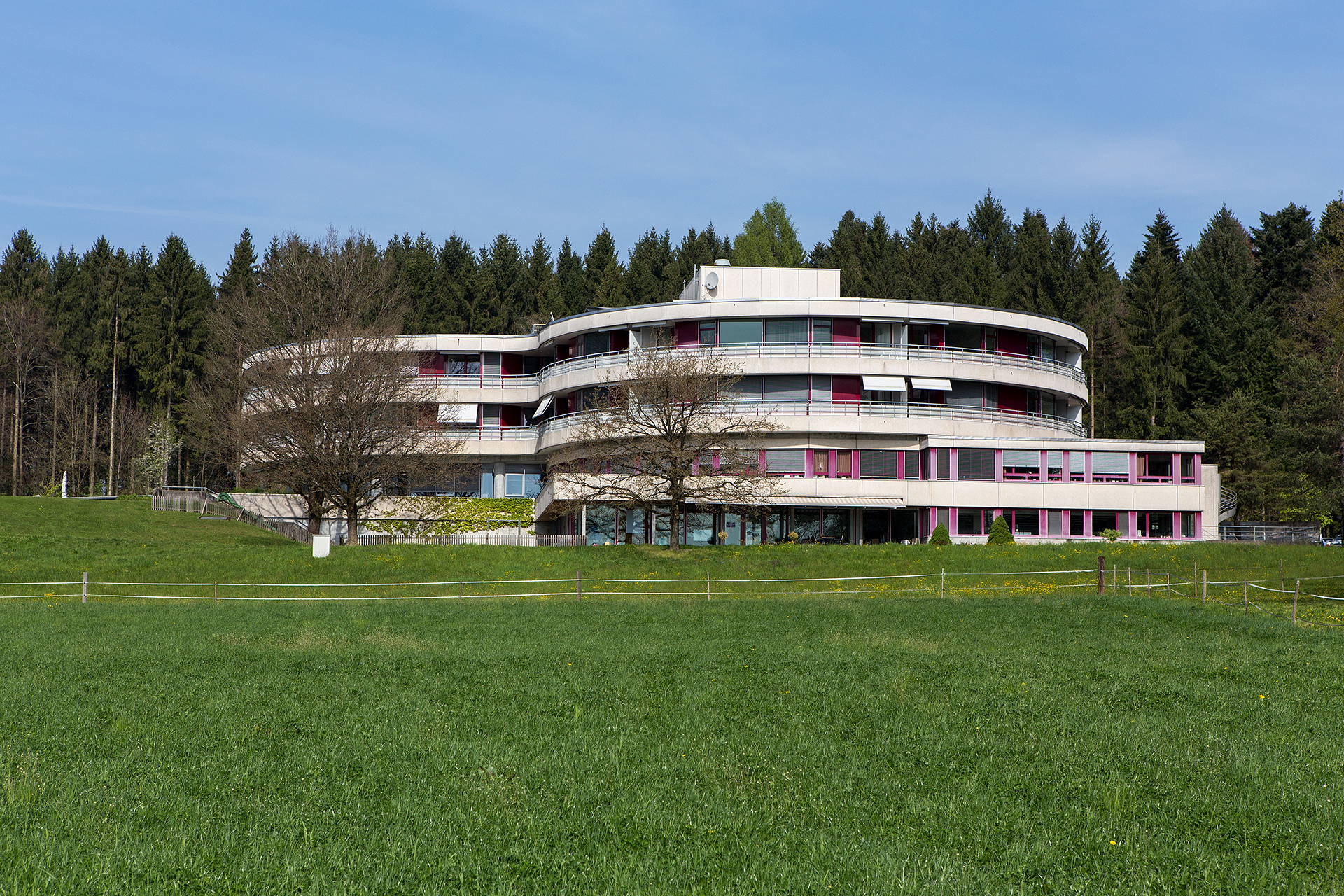
Alterszentrum Rotonda (ehem. Spital)
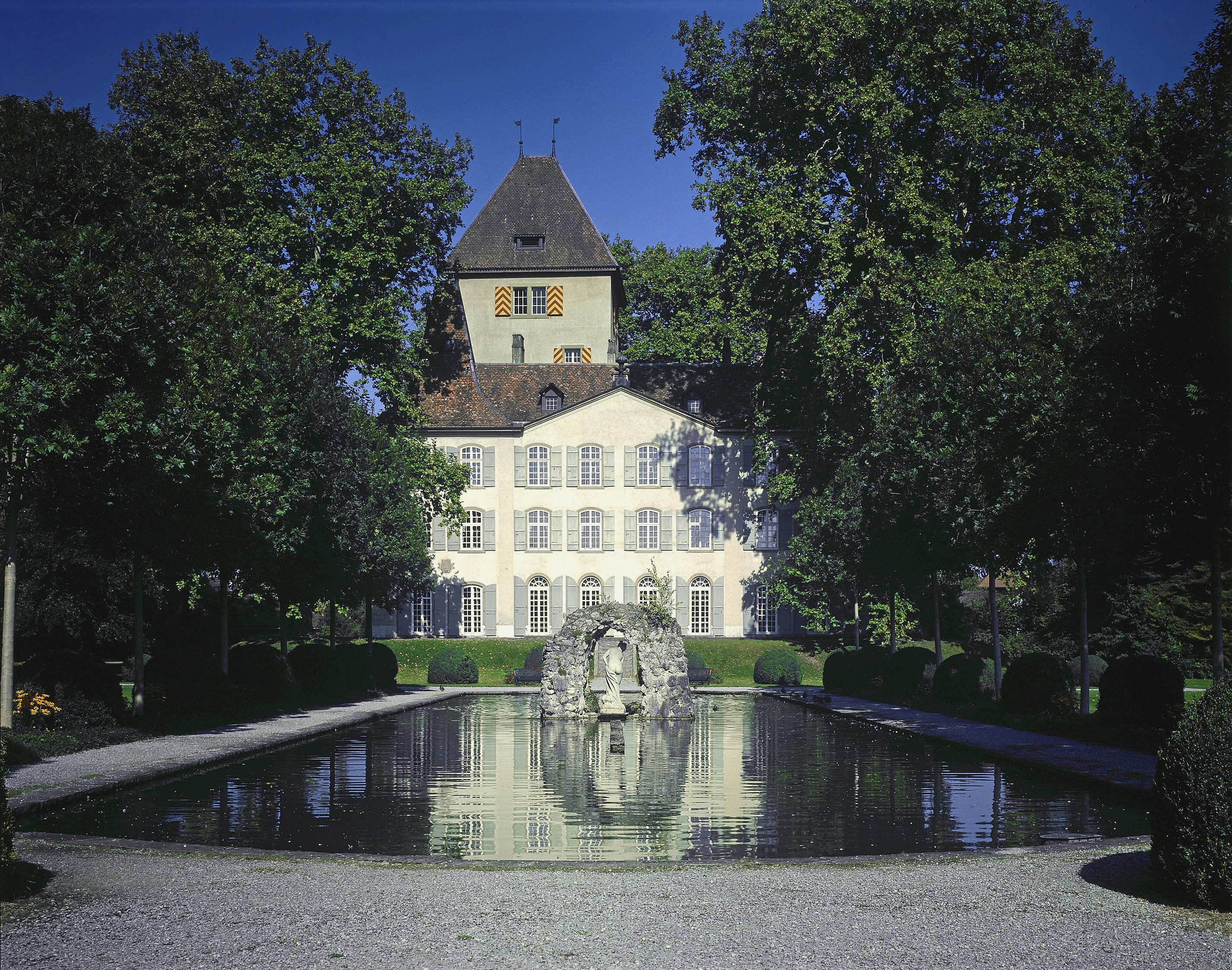
Schloss Jegenstorf (2012)
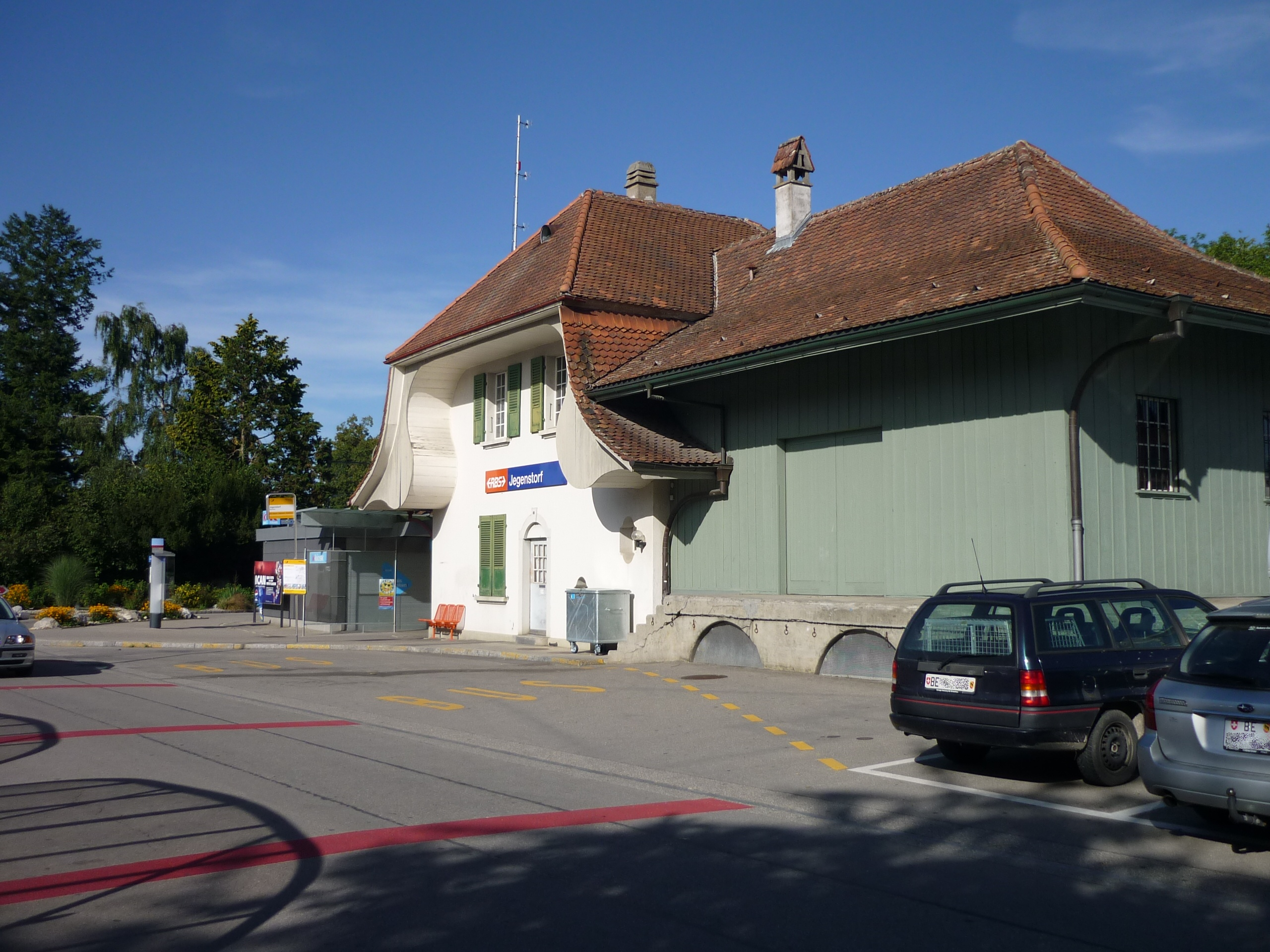
Bahnhof Jegenstorf

## Persönlichkeiten
In Jegenstorf geboren:
- Walter Dürig (1927–2019), Offizier und Kommandant der Schweizer Luftwaffe
- Helene Escher-von Stürler (1873–1908), Berner Patrizierin, Feministin in der Münchner Bohème
- Richard König (1890–1949), Politiker (BGB) und Nationalökonom
- Martin Liechti (* 1937), Schriftsteller
- Matthias Mischler (* 1990), Eishockeytorhüter
- Romina Sarina Oprandi (* 1986), Tennisspielerin
- Marlen Reusser (* 1991), Radsportlerin
- Reto Stalder (* 1986), Schauspieler und Sprecher
- Arthur von Stürler (1874–1934), Unternehmer, Offizier und Gutsbesitzer
- Jonas Weingart (* 1986), Beachvolleyballspieler
- Cédric Wermuth (* 1986), Politiker (SP)

In Jegenstorf gestorben:
- Ulrich Niklaus Bernhard König (1914–2011), Arzt und Politiker (NA, Republikaner)
- Anton Ludwig Stürler (1725–1797), Offizier und Magistrat
- Ludwig Samuel Stürler (1768–1840), Architekt

Mit Jegenstorf verbunden:
- Lydia Baumgartner (* 1966), Gemeinderätin und Grossrätin (SP)
- Daniel Wyrsch (* 1963), Gemeindepräsident und Grossrat (SP)